# The Grange (Port Ellen)
The Grange, häufig auch United Free Church Manse, ist ein ehemaliges Pfarrhaus der United Free Church of Scotland. Es befindet sich in der schottischen Stadt Port Ellen auf der Hebrideninsel Islay. Das Gebäude steht in der Lennox Street auf einer Anhöhe im nordöstlichen Teil der Stadt. Am 28. August 1980 wurde das Gebäude in die schottischen Denkmallisten in der Kategorie C aufgenommen.

## Beschreibung
Das Gebäude wurde im Jahre 1847 azentrisch auf einem quadratischen Grundstück errichtet. Es besitzt zwei Stockwerke und schließt mit einem schiefergedeckten Satteldach ab. Oberhalb der Eingangstür befindet sich ein kleines Vordach, welches zwei Pfeiler stützen. 
Die Bauweise entspricht dem traditionellen, lokalen Stil, wobei die Fassade in der Harling-Technik verputzt ist. An der Rückseite befindet sich ein in nördlicher Richtung ausgerichteter Flügel. 1914 wurde beschlossen das am Stadtrand gelegene Gebäude an das Wasser- und Abwassersystem anzuschließen. Im April 2012 wurde einem Antrag auf bauliche Veränderung stattgegeben. Diese beinhaltete die Genehmigung zum Umbau des einstöckigen Nebengebäudes zu einer Ferienwohnung sowie den Bau einer freistehenden Garage.